# ماجراهای حماسی کاپیتان زیر شلواری
ماجراهای حماسی کاپیتان زیرشلواری (The Epic Tales of Captain Underpants) یک مجموعه انیمیشنی محصول شبکه نتفلیکس آمریکا است. این سریال دنباله ای بر فیلم کاپیتان زیر شلواری:اولین فیلم حماسی است.
سناریو این سریال همانند فیلم سینمایی کاپیتان زیرشلواری اولین فیلم حماسی از سری کتاب‌های کاپیتان زیرشلواری به نویسندگی داو پیلکی است
گویندگان این فیلم عبارتند از : نت فکسون - جی گرگنانی - رامان همیلتن - شان آستین - پیتر هستینگز - خورخه دیاز و اریکا لوترال.
این فیلم دارای ۴ فصل و ۴۵ قسمت است. هر قسمت این سریال حدود ۲۴ دقیقه زمان دارد.
فصل اول محصول سال ۲۰۱۸ و دارای ۱۳ قسمت است.
فصل دوم محصول سال ۲۰۱۹ و دارای ۱۳ قسمت است.
فصل سوم محصول سال ۲۰۱۹ و دارای ۱۳ قسمت است.
فصل چهارم محصول سال ۲۰۲۰ و دارای ۶ قسمت است.فصل چهارم این مجموعه کاپیتان زیرشلواری در فضا نام دارد.

## تمامی سینمایی ها و سریال ها از این مجموعه
- انیمیشن سینمایی کاپیتان زیر شلواری اولین فیلم حماسی محصول سال 2017
- انیمیشن سریالی ماجراهای حماسی کاپیتان زیر شلواری محصول سال 2018-2020
- انیمیشن عوضووین (داستان ترسناک کاپیتان زیرشلواری) محصول سال 2019